# Taenaris alocus
Taenaris alocus är en fjärilsart som beskrevs av Brooks 1950. Taenaris alocus ingår i släktet Taenaris och familjen praktfjärilar. Inga underarter finns listade i Catalogue of Life.